# Ron Nevison
Ron Nevison (Chicago, 2 maggio 1946) è un produttore discografico e tecnico del suono statunitense.
Ha cominciato la sua carriera nei primi anni '70 come tecnico del suono in album quali Quadrophenia dei The Who, l'eponimo album di debutto dei Bad Company e Physical Graffiti dei Led Zeppelin. Successivamente è diventato un produttore, lavorando con artisti quali Michael Schenker Group, Europe, Meat Loaf, The Babys, Ozzy Osbourne, UFO, Survivor, Jefferson Starship, Kiss, Chicago, Grand Funk Railroad e Heart, insieme a molti altri.

## Discografia come produttore
- Thin Lizzy – Nightlife (1974)
- UFO – Lights Out (1977)
- UFO – Obsession (1978)
- UFO – Stranger in the Night (1979)
- Survivor – Survivor (1980)
- Michael Schenker Group – MSG (1981)
- Michael Schenker Group – One Night at Budokan (1981)
- Survivor – Vital Signs (1984)
- Heart – Heart (1985)
- Ozzy Osbourne – The Ultimate Sin (1986)
- Survivor – When Seconds Count (1986)
- Ozzy Osbourne – Tribute (1987)
- Heart – Bad Animals (1987)
- Kiss – Crazy Nights (1987)
- Chicago – Chicago 19 (1988)
- Europe – Out of This World (1988)
- Jefferson Airplane – Jefferson Airplane (1989)
- Damn Yankees – Damn Yankess (1990)
- Chicago – Twenty 1 (1991)
- Damn Yankees – Don't Tread (1991)
- FireHouse – 3 (1995)
- Meat Loaf – Welcome to the Neighborhood (1995)
- Michael Schenker Group – Written in the Sand (1996)
- Night Ranger – Neverland (1997)
- Lynyrd Skynyrd – Edge of Forever (1999)
- Walden Waltz – Walden Waltz EP  (2011)